# Powiat Celle
Powiat Celle (niem. Landkreis Celle) – powiat w niemieckim kraju związkowym Dolna Saksonia. Siedziba powiatu znajduje się w mieście Celle.

## Podział administracyjny
Powiat Celle składa się z:
- dwóch miast
- sześciu samodzielnych gmin (niem. Einheitsgemeinde)
- trzech gmin zbiorowych (Samtgemeinde)
- jednego okręgu wolnego administracyjnie (gemeindefreier Bezirk)

Miasta:
| Lp. | Nazwa miasta | Ludność (31.12.2008) | Powierzchnia km² |
| --- | ------------ | -------------------- | ---------------- |
| 1   | Bergen       | 13.099               | 163,77           |
| 2   | Celle        | 70.745               | 176,01           |

Gminy samodzielne:
| Lp. | Nazwa gminy    | Ludność (31.12.2008) | Powierzchnia km² |
| --- | -------------- | -------------------- | ---------------- |
| 1   | Eschede        | 6.261                | 195,87           |
| 2   | Faßberg        | 6.921                | 102,00           |
| 3   | Hambühren      | 10.159               | 56,70            |
| 4   | Südheide       | 12.104               | 196,16           |
| 5   | Wietze         | 8.139                | 62,94            |
| 6   | Winsen (Aller) | 12.913               | 155,39           |

Gminy zbiorowe:
| Lp. | Nazwa gminy | Ludność (31.12.2008) | Powierzchnia km² | Liczba gmin |
| --- | ----------- | -------------------- | ---------------- | ----------- |
| 1   | Flotwedel   | 11.485               | 112,84           | 4           |
| 2   | Lachendorf  | 12.483               | 164,59           | 5           |
| 3   | Wathlingen  | 15.058               | 68,49            | 3           |

Okręgi wolne administracyjnie:
| Lp. | Nazwa okręgu | Ludność (31.12.2008) | Powierzchnia km² |
| --- | ------------ | -------------------- | ---------------- |
| 1   | Lohheide     | 763                  | 91,32            |

## Zmiany administracyjne
- 1 stycznia 2014
  - rozwiązanie gminy zbiorowej Eschede
  - utworzenie gminy samodzielnej Eschede
- 1 stycznia 2015
  - połączenie gmin Hermannsburg i Unterlüß w gminę Südheide